# Ice Age 2: Istiden har aldrig varit hetare
Ice Age 2: Istiden har aldrig varit hetare  (engelska: Ice Age: The Meltdown) är en amerikansk animerad film från 2006 som blir den andra filmen i Ice Age-serien. Filmen skapades av Blue Sky Studios och distribuerades av 20th Century Fox. Den hade biopremiär i USA 31 mars 2006 och visades totalt i 70 länder fram till 9 juni 2006 då den hade premiär i Kina. Filmen regisserades av Carlos Saldanha, medregissör för Ice Age. Musiken gjordes av John Powell som även gjorde musiken till den animerade filmen Robotar (2005). En teaser trailer för filmen visades i samband med premiären (17 mars 2005) av filmen Robotar.

## Rollista (i urval)

### Svenska röster
- Björn Granath – Manny[2]
- Robert Gustafsson – Sid[2]
- Reine Brynolfsson – Diego[2]
- Eva Röse – Ellie[2]
- Andreas Nilsson – Eddie[2]
- Göran Gillinger – Crash[2]
- Johan Ulveson – Snabbe Tony[2]
- Jens Hulten – Ensamma gamen[2]
- Lars Dejert – Rolf[2]